# Стефанос Скулудіс
Стефанос Скулудіс (грец. Στέφανος Σκουλούδης; 23 листопада 1838 — 19 серпня 1928) — грецький банкір, дипломат і прем'єр-міністр.

## Ранні роки
Народився в Стамбулі 23 листопада 1838 року. Його батьки, Іоанніс та Зена, походили з Криту. Його батько був константинопольським підприємцем, де Скулудіс і закінчив середню школу. 1852 його відправили до Афін для здобуття вищої освіти — він закінчив медичну школу Афінського університету. 1859 року Скулудіс почав працювати у відомому торговому домі братів Раллі на посаді менеджера імпортно-експортного бізнесу, очоливши 1863 року відділ турецьких операцій. 1871 року він разом з Андреасом Сінгру заснував Банк Константинополя. Інколи надавав допомогу грецькому уряду в дипломатичних питаннях щодо відносин з Османською імперією. Невдовзі Скулудіс став доволі багатою людиною та 1876 року переїхав на постійне проживання до Афін.

## Дипломатична та політична кар'єра
В Афінах він активно поринув до політичного життя. Криза 1877 року надала йому змогу фактично увійти до складу уряду. Після того як «східна криза» переросла у війну, Скулудіс був призначений на пост таємного емісара з питань албанського населення за межами Греції. Також представляв місто Яніна на перемовинах у Берліні, які визначили кордони між Грецією та Османською імперією після завершення війни.
1880 року був призначений до складу ради керуючих Банку Греції. 1882 він створив першу компанію з дренажу Копаї, озера, що періодично затоплювало своїми водами родючі землі на північ від Фів.
1881 року був вперше обраний до лав грецького Парламенту, будучи членом Нової партії Трикупіса. 1883 був призначений на пост посла Греції в Іспанії, який обіймав до 1886 року. Після односторонньої акції Болгарії щодо приєднання Східної Румелії Скулудіс представляв грецький уряд на мирних перемовинах у Константинополі 1886.
1892 року знову був обраний до Парламенту та був призначений на пост міністра освіти і релігії, а згодом — на пост морського міністра.
Був членом оргкомітету Олімпійських ігор 1896 року. Він зауважив, що витрати грецького бюджету з організації ігор значно перевищили первинні оцінки П'єра де Кубертена, та виступив із доповіддю перед головою комітету, спадковим принцом Костянтином, запропонувавши відкликати заявку на проведення Олімпіади. Скулудіс та багато з тих, хто підтримував його точку зору, вийшли зі складу оргкомітету. Втім, Костянтин вирішив усе ж провести Ігри.
Зважаючи на інтенсивну дипломатичну діяльність Скулудіса, він отримав портфель міністра закордонних справ у кабінеті Дімітріоса Ралліса 1897 року. На цій посаді він зустрів поразку в Першій греко-турецькій війні. Здебільшого завдяки зусиллям саме Скулудіса Греція змогла відбутись незначними територіальними втратами.
1905 року знову був обраний до Парламенту від Фів, проте не отримав місця в уряді. Після повстання 1909 року ім'я Скулудіса почало звучати частіше: він розглядався як найбільш імовірна кандидатура на пост глави уряду поряд зі Стефаносом Драгумісом. 1912 року представляв Грецію на мирній конференції в Лондоні після завершення Першої Балканської війни.

## Національний розкол і пост прем'єр-міністра
Після смерті короля Георга I 1912 року грецький прем'єр Елефтеріос Венізелос та новий король Костянтин почали розходитись у поглядах. Про-німецьки налаштований король та про-союзницьки налаштований прем'єр-міністр вели політичну боротьбу щодо вступу до Першої світової війни. В результаті Венізелос подав у відставку, і його замінив Александрос Заіміс. У жовтні 1915 року Венізелос залишив Афіни, а згодом створив альтернативний уряд у Фессалоніках. Уряд Заіміса був розформований. Тоді король доручив Скулудісу сформувати уряд національної єдності, який би включав представників усіх парламентських партій. Кабінет Скулудіса сконцентрувався винятково на питанні вступу до війни. Втім каденція Скулудіса виявилась невдалою, і король повернув на пост прем'єр-міністра Заіміса.
Зрештою, після зречення Костянтина престолу 1918 року та повернення до Афін Венізелоса Скулудіса був запідозрений у співпраці з колишнім королем. Його було звинувачено та засуджено разом з усіма членами кабінету: вони пробули в ув'язненні до листопада 1920. Після поразки Венізелоса на виборах наступного року Скулудіса було помилувано. Його прем'єрський пост став останньою посадою, яку він обіймав. Помер в Афінах 19 серпня 1928 року.